# Henri Fayol
Jules Henri Fayol (Estambul, 29 de julio de 1841-París, 19 de noviembre de 1925), conocido como Henri Fayol o Henry Fayol, fue un ingeniero de minas francés, ejecutivo de minas, autor y director de minas que desarrolló la teoría clásica de la administración a veces referida como fayolismo. Él y sus colegas desarrollaron esta teoría independientemente de la gestión científica, pero más o menos de forma contemporánea. Como su contemporáneo Frederick Winslow Taylor, es ampliamente reconocido como fundador del método moderno de gestión empresarial.

## Biografía
Fayol nació en 1841 en un suburbio de Constantinopla (actual Estambul). Nació en el seno de una familia francesa de la clase media. Su padre (un ingeniero) estaba en el ejército en ese momento y fue nombrado superintendente de obras para construir el puente de Galata, que tendió un puente sobre el Cuerno de Oro. La familia regresó a Francia en 1847. Asistió al Liceo de Lyon de 1856 a 1858, y de 1858 a 1860 se graduó en la academia de minería "École nationale supérieure des mines de Saint-Étienne" en Saint-Étienne en 1860.
En 1860, a la edad de diecinueve años, Fayol comenzó a trabajar en la compañía minera llamada "Compagnie de Commentry-Fourchambault-Decazeville" en Commentry como ingeniero de minas. Fue contratado por Stéphane Mony, que había decidido contratar a los mejores ingenieros de la Escuela de Minas de Saint-Étienne. Fayol se unió a la empresa como ingeniero y aprendiz de gerente. Mony hizo de Fayol su protegido, y Fayol le sucedió como gerente de la Mina Commentry y finalmente como director gerente de Commentry-Fourchambault y Decazeville. En 1872 fue administrador general del Grupo de Minas de Commentry, Montirco y Berry. Durante su estancia en la mina, estudió las causas de los incendios subterráneos, cómo prevenirlos, cómo combatirlos, cómo recuperar las zonas mineras que se habían quemado, y desarrolló un conocimiento de la estructura de la cuenca. En 1888 fue ascendido a director general de la Compañía Commentry-Fourchambault. Durante su tiempo como director, hizo cambios para mejorar las situaciones de trabajo en las minas, como permitir a los empleados trabajar en equipo, y cambiar la división del trabajo. Más tarde, se añadieron más minas a sus tareas.
Su éxito fue tal que logró adquirir para la compañía Commentry-Fourchambautl, las minas de Bressac, las de Decazeville, así como las de Joudreville, en los campos carboníferos del este de Francia.
En 1900 Fayol se convirtió en miembro del Comité Central des Houillères de France, miembro del consejo del Comité des forges y administrador de la Société de Commentry, Fourchambault et Decazeville. Finalmente, la junta decidió abandonar su negocio de hierro y acero y las minas de carbón. Eligieron a Henri Fayol para supervisar el negocio como el nuevo director general. Al recibir el puesto, Fayol presentó al consejo un plan para restaurar la empresa. La junta aceptó la propuesta. Cuando se retiró en 1918, la compañía era financieramente fuerte y una de las mayores cosechadoras industriales de Europa.
Basándose en gran medida en su propia experiencia de gestión, desarrolló su concepto de administración. En 1916 publicó estas experiencias en el libro Administration Industrielle et Générale, más o menos al mismo tiempo que Frederick Winslow Taylor publicaba su libro Los Principios de la Administración Científica.
En 1918 se retiró como jefe ejecutivo de la Commentry, pero siguió siendo su director. 
Murió a los 84 años, habiendo escrito solamente dos obras principales: la más notable, editada en 1916, fue Administración Industrial y General, la que desafortunadamente no fue traducida al inglés, y por ello poco conocida en Estados Unidos sino 30 años más tarde. En 1921 escribió, el libro La Incapacidad Industrial del Estado y el Despertar del Espíritu Público.

## Trabajo
La obra de Fayol se dio a conocer más ampliamente con la publicación en 1949 de "Administración industrial y general", la traducción al español del artículo del 1916 "Administration industrielle et générale". En este trabajo Fayol presentó su teoría de la administración. Antes de que Fayol escribiera varios artículos sobre la ingeniería de la minería, comenzando en la década de 1870, y algunos artículos preliminares en administración.

### Ingeniería minera

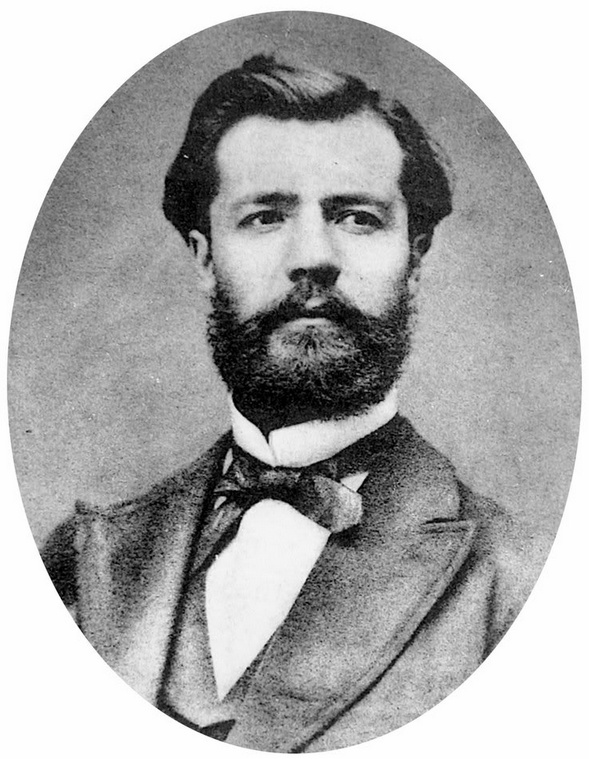
Henri Fayol, ca. 1870-80 (age 30-40)

A partir de la década de 1870, Fayol escribió una serie de artículos sobre temas mineros, como el calentamiento espontáneo del carbón (1879), la formación de los yacimientos de carbón (1887), la sedimentación de la Commentry, y sobre fósiles vegetales (1890).
Sus primeros artículos se publicaron como Bulletin de la Société de l'Industrie minérale francés, y a partir de principios de los años 1880 en los Comptes rendus de l'Académie des sciences, las actas de la Academia Francesa de Ciencias.

### Teoría clásica de la administración
El trabajo de Fayol fue una de las primeras declaraciones completas de una teoría general de la administración. Propone que hay cinco funciones primarias de gestión y catorce principios de gestión.
Antes de hacer un esquema de las ideas básicas o, más bien, de la estructura de la teoría de Fayol sobre la administración, es conveniente señalar lo que a nuestro juicio es lo más importante: aquellos principios que, aunque no todos inventados por él, recibieron de este autor francés -considerado por algunos como el verdadero padre de la administración- su plena consagración y fuerza. En primer lugar, señala Fayol, con toda precisión que los principios de la administración son aplicables no solo a empresas, sino a cualquier actividad o institución en que exista coordinación de esfuerzos humanos para alcanzar un fin con eficacia. Puede decirse que establece el principio de la universalidad: por ello se ha dicho que muchos consideran esta escuela con el nombre de "universalista". Fayol establece que la administración se basa en las técnicas y principios de otras disciplinas, pero que es algo distinto de ellas, así como de las actividades sobre las que se aplica. Así pues, afirma su "especificidad". Fayol sostiene también que la administración deduce sus reglas de la experiencia de los más grandes administradores. No es, pues meramente teórico, sino que surge de la experiencia en la forma que se ha señalado en el principio anterior. Señala Fayol que la teoría de la administración es un medio o un esquema para organizar la experiencia que se ha adquirido. No le da, por consiguiente, ni carácter puramente teórico ni puramente empírico; a la teoría le da principalmente el papel y el valor de servir para organizar y aplicar esa experiencia que se adquirido. Establece también que la administración es algo capaz de ser enseñado, y que no surge meramente de la capacidad personal que tenga un determinado jefe de empresa o de otra institución. Esto es un enorme avance que conduce hacia su definitiva incursión en las escuelas y en las universidades como una carrera especial. Los siguientes principios o ideas más bien insinuadas, son quizá lo más propiamente personal de Fayol, y expresan explícitamente que la administración descansa en la organización formal, esto es, en la estructura de la autoridad y responsabilidades de cada uno. Por ello cuida de precisar las funciones que pertenecen a cada unidad de trabajo, por lo que trata de identificar las que corresponden a cada ejecutivo. Podría decirse que esto es un principio de "impersonalidad de las funciones administrativas".

#### Áreas fundamentales de la administración
Fayol comienza por establecer que la administración de una empresa comprende las operaciones fundamentales: 
- Área técnicas (producción, fabricación, transformación).
- Área comerciales (compras, ventas, permutas).
- Área financieras (búsqueda y administración de capitales).
- Área de seguridad (protección de bienes y de personas).
- Área contables (inventario balance, precio de costo, estadística, etc.).

#### Funciones de la administración
En su trabajo original, Administration industrielle et générale; prévoyance, organisation, commandement, coordination, controle, se identificaron cinco funciones primarias:
1. Planeación
2. Organización
3. Dirección
4. Coordinación
5. Control

La función de control, del francés contrôler, se utiliza en el sentido de que un gerente debe recibir información sobre un proceso para hacer los ajustes necesarios y debe analizar las desviaciones. Últimamente los estudiosos de la gestión combinaron la función de mando y coordinación en una función de dirección.
Por cuanto a estas últimas, que son las que se analizan en su libro Administración General e Industrial, señala que la administración consiste en "prever, organizar, mandar, coordinar y controlar". La sección más importante de su libro establece que entiende por cada una de estas actividades, sus normas y por qué son importantes.
Al respecto cabe hacer dos aclaraciones:
a) En la primera de estas operaciones, la previsión -pre, antes, y visión, lo que se ve-, Fayol señala que consiste en "escrutar el futuro y hacer los planes de acción". Con aquellos que separan-como lo hacemos nosotros-la previsión del planeamiento, hay que tomar en cuenta que en la época de Fayol ya estaban señaladas estas dos divisiones en la misma definición, como ya se explico.
b) Igualmente, es necesario hacer énfasis en que la cuarta función que el pone (coordinación) es en realidad la esencia de la administración; la previsión es coordinación de los hechos que se logran investigar con los medios con que cuentan. Así, la planificación, es una coordinación de las distintas actividades que se van a realizar, por lo que se ha preferido cambiarla por dirección, que comprende ya en la práctica la coordinación final y concreta que tiene que realizarse siempre al ajustar los planes a los casos concretos.

#### Principios de gestión
1. División del trabajo - En la práctica, los empleados están especializados en diferentes áreas y tienen diferentes habilidades. Se pueden distinguir diferentes niveles de especialización dentro de las áreas de conocimiento (de generalista a especialista). Los desarrollos personales y profesionales apoyan esto. Según Henri Fayol la especialización promueve la eficiencia de la fuerza de trabajo y aumenta la productividad. Además, la especialización de la fuerza de trabajo aumenta su precisión y velocidad. Este principio de gestión de los 14 principios de gestión es aplicable tanto a las actividades técnicas como a las de gestión.
2. Autoridad y responsabilidad - Según Henri Fayol, el poder o la autoridad que lo acompaña da a la dirección el derecho de dar órdenes a los subordinados.
3. Disciplina - Este principio se refiere a la obediencia. A menudo forma parte de los valores centrales de una misión y visión en forma de buena conducta e interacciones respetuosas.
4. Unidad de mando - Cada empleado debe recibir órdenes de un solo superior o en nombre del superior.
5. Unidad de dirección - Cada grupo de actividades organizativas que tengan el mismo objetivo debe ser dirigido por un gerente usando un plan para el logro de un objetivo común.
6. Subordinación del interés individual al interés general - Los intereses de cualquier empleado o grupo de empleados no deben tener prioridad sobre los intereses de la organización en su conjunto.
7. Remuneración - Todos los trabajadores deben recibir un salario justo por sus servicios. Los salarios pagados deben ser de acuerdo a un cierto nivel de vida para el empleado al mismo tiempo que está dentro de la capacidad de pago de la empresa.
8. Centralización y Descentralización - Esto se refiere al grado en que los subordinados están involucrados en la toma de decisiones.
9. Cadena escalar - La línea de autoridad desde la alta gerencia hasta los rangos más bajos representa la cadena escalar. Las comunicaciones deben seguir esta cadena. Sin embargo, si alguien necesita comunicarse con otra persona en caso de emergencia, puede usar "Gang Plank".
10. Orden - este principio se refiere a la disposición sistemática de hombres, máquinas, material, etc. Debe haber un lugar específico para cada empleado de una organización. Eso es "un lugar para todo (personas) y todo tiene un lugar".
11. Equidad - Todos los empleados de la organización deben ser tratados por igual con respecto a la justicia y la bondad.
12. Estabilidad de la permanencia del personal - La alta rotación de los empleados es ineficiente. La dirección debe proporcionar una planificación ordenada del personal y asegurar que los reemplazos estén disponibles para cubrir las vacantes.
13. Iniciativa - Los empleados a los que se les permita originar y llevar a cabo planes ejercerán altos niveles de esfuerzo.
14. Espíritu de grupo/equipo - Promover el espíritu de equipo construirá la armonía y la unidad dentro de la organización.

Mientras que Fayol ideó sus teorías hace casi un siglo, muchos de sus principios todavía están representados en las teorías de gestión contemporáneas.

## Aportes de Henri Fayol a la administración
1. División del trabajo.
2. Uso del proceso administrativo a nivel global.
3. Profesionalizar técnicamente las funciones administrativas.

## Publicaciones

### Libros, traducidos
- En 1930, "Administración Industrial y General". Traducido por J.A. Coubrough, Londres: Sir Isaac Pitman
- 1949. "Administración General e Industrial". Traducido por C. Storrs, Sir Isaac Pitman & Sons, Londres.

### Artículos, traducidos, una selección
- 1900. "Henri Fayol se dirigió a sus colegas de la industria minera el 23 de junio de 1900." Traducido por J.A. Coubrough. En: Fayol (1930) Industrial and General Administration. pp. 79-81 (Reproducido en: Wren, Bedeian & Breeze, (2002) "Los fundamentos de la teoría administrativa de Henri Fayol Archivado el 17 de enero de 2016 en Wayback Machine.")
- 1909. "L'exposée des principles generaux d'administration". Traducido por J.D. Breeze. publicado en: Daniel A. Wren, Arthur G. Bedeian, John D. Breeze, (2002) "Los fundamentos de la teoría administrativa de Henri Fayol Archivado el 17 de enero de 2016 en Wayback Machine.", Management Decision, Vol. 40 Iss: 9, págs. 906 a 918
- 1923. "La teoría administrativa en el estado". Traducido por S. Greer. In: Gulick, L. y Urwick. L. Eds. (1937) "Papeles sobre la Ciencia de la Administración, Instituto de Administración Pública". Nueva York. pp. 99-114

## Premios
Fue galardonado con el premio Delesse de la Academia de Ciencias con la medalla de Oro de la Sociedad de Estímulos para la Industria Nacional y con las medallas de Oro y la de Honor de la Sociedad de la Industria Minera.
Fue también designado caballero de la Legión de Honor de 1888, oficial de la misma en 1913 y alcanzó el grado de comendador de la orden de la Corona de Rumanía en 1925.